# 为什么E=mc²？
《为什么E=mc²？：相对论普及读本》（Why Does E=mc²? (And Why Should We Care?)）是两位英国物理学家布萊恩·考克斯与杰夫·福修合作创作的一本科普图书，2009年出版，介绍了相对论和質能等價方程。